# Aliana Lohan
Aliana Taylor Lohan (Nueva York, 22 de diciembre de 1993) es una actriz, modelo y cantante estadounidense. Se inició en el mundo del espectáculo como una niña modelo para revistas de publicidad y anuncios de televisión. Es la hermana menor de la actriz, cantante y empresaria Lindsay Lohan.

## Como cantante
Su carrera musical comenzó cuando lanzó su primer sencillo, "Rockin'Around The Christmas Tree", que fue destacado por la YMC Records. Comparte el proyecto de ley con los artistas musicales como Aly & AJ, Jesse McCartney y Hilary Duff, publicado por interpersonales Maloof Música, una empresa de Maloof Productions y Interscope Records. Lohan grabó su álbum en el Palms Casino Resort en Las Vegas. Lohan apareció en varios videos musicales como el video de su hermana Lindsay Lohan. Confessions of a Broken Heart (Daughter to Father).
Lohan participó en un reality show, Living Lohan, que muestra la vida íntima de la familia Lohan así como el lado más cotidiano y natural de una familia acostumbrada a los focos, en donde Dina será mánager, y mamá.
A finales del 2009, Ali anunció que ya no le interesaba más la música, y que por eso se ha atrasado un poco (2 años) con su CD del que sacó únicamente el sencillo "All the Way Around", el primero del segundo álbum de Ali.

## Como actriz
Ella desea seguir una carrera como la de su hermana pero separada de la fama de ella. Es muy independiente y quiere iniciar su carrera como solista.
Lohan empezó a actuar a una edad muy temprana y ha hecho cameos en las películas de su hermana Lindsay Lohan The Parent Trap, Life Size, Get a Clue, Freaky Friday y Confessions of a Teenage Drama Queen, así como desempeñando a la niñez de Lindsay en su video musical de Confessions of a Broken Heart (Daughter to Father). También ha aparecido en más de 50 comerciales de comida y ropa de marca, tales como JC Penny, Little Caesars Pizza, Toys R Us, Elle y American Girl.
En julio de 2008, protagonizó con su madre Dina Lohan la realidad en la serie de televisión Living Lohan. El espectáculo se centró en la vida de la familia Lohan y en la grabación del segundo álbum de Ali.
Lohan también aparece en la película Mostly Ghostly que fue lanzada el 30 de septiembre de 2008. La película marca la característica del debut de Ali en el cine. Según E!, Lohan está siendo considerada para el papel principal en la remake de gran presupuesto de su clásico de 1986 del campamento, Troll, dirigida por John Carl Buechler. "Ella es grande", dice Buechler a E!. "La cámara la ama".

## Como modelo
Ali Lohan comenzó su carrera modelando para la agencia Ford Models a la edad de 3 años donde apareció en campañas para revistas como Vogue Bambini, Teen Vogue, y Rave Girl.
En el 2010 Aliana modeló y fue la imagen para la campaña primavera/Verano de la línea de ropa 6126 By Lindsay Lohan.
En el 2011 Lohan firmó un contrato de modelaje con la Agencia NEXT MODELS. Alexis Borges, director de la sede de Next en Los Ángeles, California, comentó: "Estamos entusiasmados en representar a Aliana Lohan. Representa el futuro de la moda y es el sueño de cualquier fotógrafo por su belleza camaleónica. En el mundo de la moda, Ali conseguirá destacar y convertirse en un icono".
En agosto de 2011 Aliana fue elegida como la imagen de la línea de jeans PRVCY Premium en su colección de primavera verano 2012.
En diciembre de 2011, Lohan consiguió su primera portada para la revista internacional de artes Fault Magazine, además de aparecer en ese mismo mes en la portada de la revista “Page Six” del NEW YORK POST.
A finales de julio del 2012 Aliana Lohan fue enviada por su agencia Next Models a Corea del Sur, donde se abrió camino exitosamente modelando para las principales revistas de dicho país entre las cuales se destacan “Singles”, “Elle Girl” (incluyendo ediciones en Japón y Taiwán) y “Muine” además de protagonizar la campaña Otoño/Invierno 2012 de la marca coreana TASSE TASSE.

## Discografía
| Información Álbum |
| --- |
| Lohan Holiday - Lanzamiento: 10 de octubre de 2006 (USA) - Discográfica: YMC Records - 2006: "Rockin' Around The Christmas Tree" - 2006: "I Like Christmas" - 2006: "Lohan Holiday" |

## Álbumes recopilatorios
| Información Álbum                                                                                     |
| --- |
| Christmas With Ali Lohan - Lanzamiento: 4 de septiembre de 2012(USA) - Discográfica: Universal Motown |

### Singles
| Año  | Sencillo                          | Álbum         |
| ---- | --------------------------------- | ------------- |
| 2006 | Rockin' Around The Christmas Tree | Lohan Holiday |
| 2006 | I Like Christmas                  | Lohan Holiday |
| 2006 | Lohan Holiday (Con Lindsay Lohan) | Lohan Holiday |
| 2008 | All the Way Around                | -             |

### Vídeos musicales
| Año  | Título                                               | Álbum                        |
| ---- | ---------------------------------------------------- | ---------------------------- |
| 2005 | "Confessions of a Broken Heart (Daughter to Father)" | A Little More Personal (Raw) |
| 2006 | "Rockin' Around The Christmas Tree"                  | Lohan Holiday                |
| 2006 | "I Like Christmas"                                   | Lohan Holiday                |
| 2006 | "Lohan Holiday (with Lindsay Lohan)"                 | Lohan Holiday                |
| 2008 | "All the Way Around"                                 | Interpersonal                |

## Filmografía
| Año  | Título                               | Papel                                 | Notas              |
| ---- | ------------------------------------ | ------------------------------------- | ------------------ |
| 1998 | The Parent Trap                      | Chica en el aeropuerto                | No acreditada      |
| 2000 | Life-Size                            | Chica sentada en el estadio de fútbol | Extra              |
| 2003 | Freaky Friday                        | Chica en la boda                      | Extra              |
| 2004 | Confessions of a Teenage Drama Queen | Chica en la calle                     | Extra              |
| 2008 | Living Lohan                         | Ella misma                            | Reality show en E! |
| 2008 | Mostly Ghostly                       | Traci                                 | Primer protagónico |
| 2009 | Troll                                | Eunice St. Clair                      | Protagónico        |
| 2009 | The American Camp                    | Samantha Johnson                      | Anunciado          |
| 2011 | World for there                      | Ella misma, primera actriz            | Stephanie Sullivan |